# Silvio Bagolini
Silvio Bagolini (Bologna, 4 agosto 1914 – Bologna, 26 settembre 1976) è stato un attore italiano.

## Biografia
Conseguì la licenza liceale e si iscrisse alla facoltà di architettura, senza conseguire la laurea. Appassionato di recitazione, ebbe l'occasione di interpretare il ruolo di protagonista nel film sperimentale Verde nei prati, con il quale nel 1934 partecipò a un concorso indetto dal Cineguf di Bologna.
Si trasferì poi a Roma per frequentare il neonato Centro sperimentale di cinematografia. Esordì sul set nel 1936, a 22 anni, con il film La danza delle lancette di Mario Baffico. Da allora fino agli anni settanta divenne uno del caratteristi più noti ed eclettici in cinema, teatro e televisione.
Dotato di una fisiognomica originale e di una voce molto particolare, risultò l'attore ideale nei ruoli di uomini timidi, spesso scapoli e in difficoltà con l'altro sesso, ma quasi mai negativi. Recitò accanto ai comici più importanti del nostro cinema, da Totò ad Alberto Sordi, da Ugo Tognazzi a Walter Chiari, da Erminio Macario a Carlo Dapporto,  sino a Franco Franchi e Ciccio Ingrassia. Apparve inoltre accanto a  Massimo Girotti, Amedeo Nazzari, Gino Cervi, Vittorio De Sica, Marcello Mastroianni; a fianco di quest'ultimo, fornì una delle sue interpretazioni più significative in Un ettaro di cielo del 1959. 
Apparve in svariati sceneggiati televisivi, tra cui, assieme a Paolo Ferrari e Sergio Tofano,  Il giornalino di Gian Burrasca del 1964, dopo che, curiosamente, gli stessi erano apparsi  nel 1943 nel film Gian Burrasca dello stesso Tofano.
Si dedicò anche alla pittura e alla scultura partecipando a diverse mostre.

## Filmografia

Silvio Bagolini, a sinistra nel ruolo di Giudizio, accanto a Franco Interlenghi (Moraldo) in una sequenza de I vitelloni

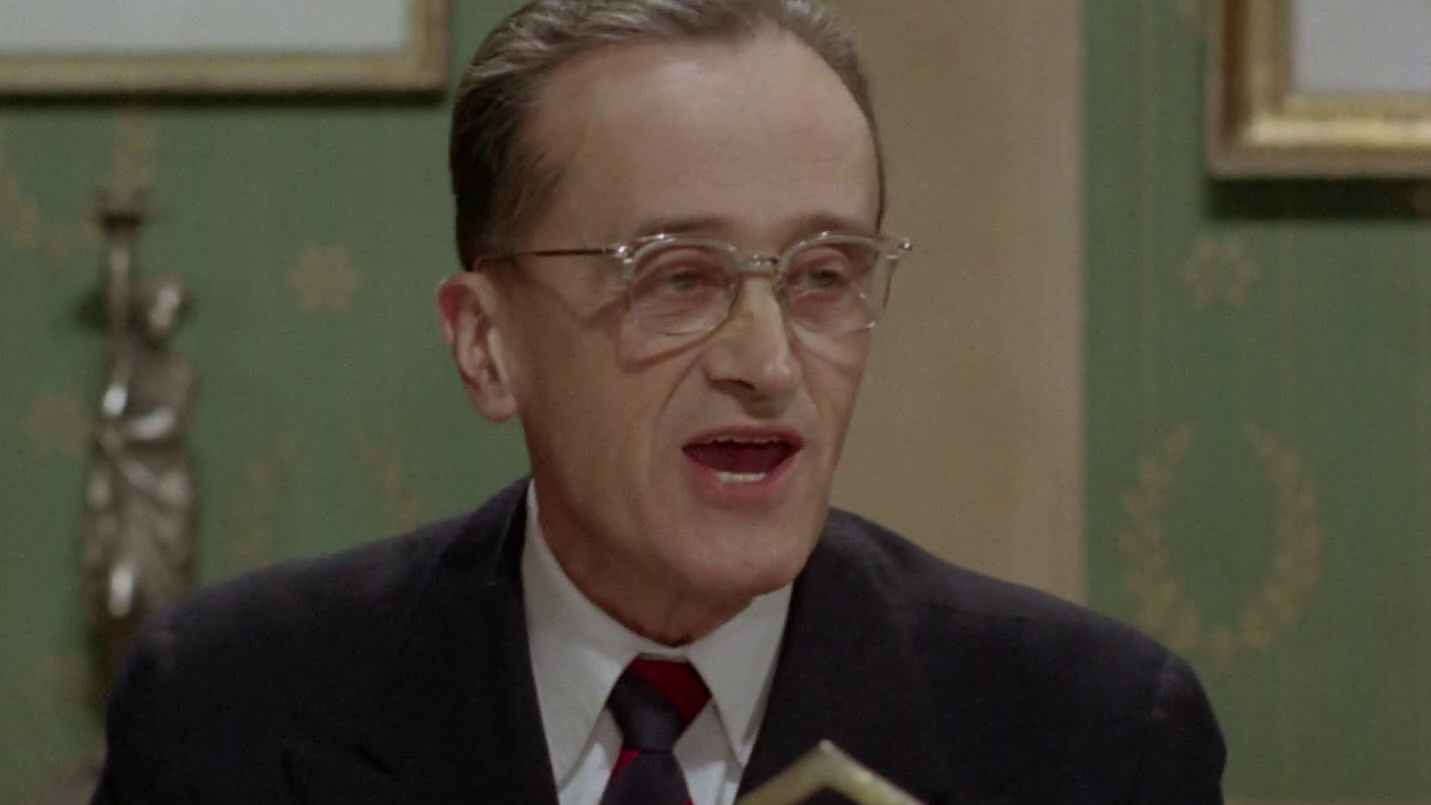
Silvio Bagolini in una scena del film Il lungo, il corto, il gatto (1967)

### Cinema
- Cavalleria, regia di Goffredo Alessandrini (1936)
- La danza delle lancette, regia di Mario Baffico (1936)
- Il fu Mattia Pascal, regia di Pierre Chenal (1937)
- Sono stato io!, regia di Raffaello Matarazzo (1937)
- Luciano Serra pilota, regia di Goffredo Alessandrini (1938)
- Il conte di Bréchard, regia si Mario Bonnard (1938)
- Bionda sottochiave, regia di Camillo Mastrocinque (1939)
- Piccolo hotel, regia di Piero Ballerini (1939)
- Sei bambine e il Perseo, regia di Giovacchino Forzano (1939)
- Mare, regia di Mario Baffico (1940)
- L'elisir d'amore, regia di Amleto Palermi (1941)
- Il re d'Inghilterra non paga, regia di Giovacchino Forzano (1941)
- Villa da vendere, regia di Ferruccio Cerio (1941)
- L'orizzonte dipinto, regia di  Guido Salvini (1941)
- La cena delle beffe, regia di Alessandro Blasetti (1942)
- Bengasi, regia di Augusto Genina (1942)
- La pantera nera, regia di Domenico Gambino (1942)
- 4 passi fra le nuvole, regia di Alessandro Blasetti (1942)
- La fabbrica dell'imprevisto, regia di Jacopo Comin (1942)
- Sette anni di felicità, regia di Ernst Marischka e Roberto Savarese (1942)
- Incontri di notte, regia di Nunzio Malasomma (1943)
- Il nostro prossimo, regia di Gherardo Gherardi e Giuseppe Aldo Rossi (1943)
- Gian Burrasca, regia di Sergio Tofano (1943)
- Giorni felici, regia di Gianni Franciolini (1943)
- Apparizione, regia di Jean de Limur (1943)
- Vietato ai minorenni, regia di Mario Massa (1944)
- Aeroporto, regia di Piero Costa (1944)
- Ogni giorno è domenica, regia di Mario Baffico (1944)
- Porte chiuse, regia di Carlo Borghesio e Fernando Cerchio (1945)
- L'ultimo sogno, regia di Marcello Albani (1946)
- Inquietudine, regia di Vittorio Carpignano e Emilio Cordero (1946)
- Faddija - La legge della vendetta, regia di Roberto Bianchi Montero (1949)
- Luci del varietà, regia di Federico Fellini e Alberto Lattuada (1950)
- Prima comunione, regia di Alessandro Blasetti (1950)
- Miss Italia, regia di Duilio Coletti (1950)
- Piume al vento, regia di Ugo Amadoro (1951)
- Lorenzaccio, regia di Raffaello Pacini (1951)
- Lebbra bianca, regia di Enzo Trapani (1951)
- Operazione Mitra, regia di Giorgio Cristallini (1951)
- Buon viaggio, pover'uomo, regia di Giorgio Pàstina (1951)
- Ha da venì... don Calogero, regia di Vittorio Vassarotti (1951)
- Trieste mia!, regia di Mario Costa (1951)
- Non ho paura di vivere, regia di Fabrizio Taglioni (1952)
- Altri tempi - Zibaldone n. 1, regia di Alessandro Blasetti (1952)
- Ultimo perdono, regia di Renato Polselli (1952)
- La donna che inventò l'amore, regia di Ferruccio Cerio (1952)
- È arrivato l'accordatore, regia di Duilio Coletti (1952)
- Il cappotto, regia di Alberto Lattuada (1952)
- Jolanda, la figlia del Corsaro Nero, regia di Mario Soldati (1952)
- Cani e gatti, regia di Leonardo De Mitri (1952)
- Il bandolero stanco, regia di Fernando Cerchio (1952)
- Solo per te Lucia, regia di Franco Rossi (1952)
- William Tell, regia di Jack Cardiff (1953)
- Puccini, regia di Carmine Gallone (1953)
- Il viale della speranza, regia di Dino Risi (1953)
- Gli uomini, che mascalzoni!, regia di Glauco Pellegrini (1953)
- Addio, mia bella signora!, regia di Fernando Cerchio (1953)
- I vitelloni, regia di Federico Fellini (1953)
- Sinfonia d'amore, regia di Glauco Pellegrini (1954)
- Assi alla ribalta, regia di Ferdinando Baldi e Giorgio Cristallini (1954)
- Ore 10: lezione di canto, regia di Marino Girolami (1955)
- Piccola posta, regia di Steno (1955)
- Giovanni dalle Bande Nere, regia di Sergio Grieco (1956)
- Sette canzoni per sette sorelle, regia di Marino Girolami (1956)
- Serenate per 16 bionde, regia di Marino Girolami (1957)
- Amore e guai, regia di Angelo Dorigo (1958)
- Gagliardi e pupe, regia di Roberto Bianchi Montero (1958)
- Un ettaro di cielo, regia di Aglauco Casadio (1959)
- La Pica sul Pacifico, regia di Roberto Bianchi Montero (1959)
- Il mondo dei miracoli, regia di Luigi Capuano (1959)
- Il mio amico Jekyll, regia di Marino Girolami (1960)
- Ferragosto in bikini, regia di Marino Girolami (1960)
- La ragazza di mille mesi, regia di Steno (1961)
- La ragazza sotto il lenzuolo, regia di Marino Girolami (1961)
- La vendetta della maschera di ferro, regia di Henri Decoin e Francesco De Feo (1961)
- 2 samurai per 100 geishe, regia di Giorgio Simonelli (1962)
- Il duca nero, regia di Pino Mercanti (1963)
- Il giovedì, regia di Dino Risi (1963)
- Zorro il ribelle, regia di Piero Pierotti (1966)
- Il lungo, il corto, il gatto, regia di Lucio Fulci (1967)
- Killer calibro 32, regia di Alfonso Brescia (1967)
- Granada, addio!, regia di Marino Girolami (1967)
- Due rrringos nel Texas, regia di Marino Girolami (1967)
- Per 100.000 dollari t'ammazzo, regia di Giovanni Fago (1967)
- La donna, il sesso e il superuomo, regia di Sergio Spina (1967)
- Uno di più all'inferno, regia di Giovanni Fago (1968)
- Black Jack, regia di Gianfranco Baldanello (1968)
- I due magnifici fresconi (Un imbroglio tutte curve), regia di Marino Girolami (1969)
- Mercanti di vergini, regia di Renato Dall'Ara (1969)
- Arizona si scatenò... e li fece fuori tutti, regia di Sergio Martino (1970)
- Uccidi Django... uccidi per primo!!!, regia di Sergio Garrone (1971)
- Le calde notti di Poppea, regia di Guido Malatesta (1972)
- Maria Rosa la guardona, regia di Marino Girolami (1973)
- La torta in cielo, regia di Lino Del Fra (1973)

## Prosa televisiva Rai
- La nostra pelle di Sabatino Lopez, regia di Edmo Fenoglio, trasmessa sul Programma Nazionale il 28 ottobre 1960.
- Il giornalino di Gian Burrasca, regia di Lina Wertmüller, otto puntate in onda dal 19 dicembre 1964.
- David Copperfield, regia Anton Giulio Majano, otto puntate trasmesse dal 26 dicembre 1965 al 13 febbraio 1966.